# Danh sách cầu thủ tham dự giải vô địch bóng đá U-17 Bắc, Trung Mỹ và Caribe 2007
Danh sách các đội hình tại Giải vô địch bóng đá U-17 Bắc, Trung Mỹ và Caribe 2007.

## Bảng A

### El Salvador
Huấn luyện viên: Norberto Huezo

| Số | VT | Cầu thủ            | Ngày sinh (tuổi)            | Trận | Bàn | Câu lạc bộ        |
| -- | -- | ------------------ | --------------------------- | ---- | --- | ----------------- |
| 1  | TM | Diego Cuellar      | 10 tháng 8, 1990 (16 tuổi)  |      |     | FSF               |
| 2  | HV | César López        | 27 tháng 7, 1990 (16 tuổi)  |      |     | FSF               |
| 3  | HV | Andrés Menéndez    | 9 tháng 2, 1990 (17 tuổi)   |      |     | FSF               |
| 4  | HV | Moisés García      | 26 tháng 6, 1990 (16 tuổi)  |      |     | FSF               |
| 5  | TV | Alex Mendoza       | 6 tháng 4, 1990 (16 tuổi)   |      |     | FSF               |
| 6  | HV | Christian Valencia | 3 tháng 1, 1990 (17 tuổi)   |      |     | FSF               |
| 7  | HV | Henry Escobar      | 23 tháng 5, 1990 (16 tuổi)  |      |     | ADFA San Salvador |
| 8  | TV | Diego Chavarría    | 28 tháng 2, 1990 (17 tuổi)  |      |     | FSF               |
| 9  | TĐ | Andrés Flores      | 31 tháng 8, 1990 (16 tuổi)  |      |     | FSF               |
| 10 | TV | William Maldonado  | 3 tháng 1, 1990 (17 tuổi)   |      |     | Academia Chelona  |
| 11 | TĐ | Ricardo Orellana   | 26 tháng 8, 1990 (16 tuổi)  |      |     | Academia Chelona  |
| 12 | TV | Luis Quintanilla   | 25 tháng 12, 1990 (16 tuổi) |      |     | FSF               |
| 13 | TĐ | Oscar Rivera       | 9 tháng 7, 1990 (16 tuổi)   |      |     | FSF               |
| 14 | TV | Herbert Sosa       | 11 tháng 1, 1990 (17 tuổi)  |      |     | Chalatenango      |
| 15 | TV | Fabricio Alfaro    | 3 tháng 12, 1990 (16 tuổi)  |      |     | San Salvador      |
| 16 | TĐ | William Chicas     | 11 tháng 10, 1990 (16 tuổi) |      |     | FSF               |
| 17 | TV | Gilberto Baires    | 1 tháng 4, 1990 (17 tuổi)   |      |     | FSF               |
| 20 | HV | Mauricio Avalos    | 5 tháng 11, 1990 (16 tuổi)  |      |     | FSF               |
| 21 | TĐ | Luis Martínez      | 13 tháng 6, 1990 (16 tuổi)  |      |     | FSF               |
| 25 | TM | Oscar Arroyo       | 28 tháng 1, 1990 (17 tuổi)  |      |     | San Salvador      |

### Haiti
Huấn luyện viên: Jean Labase

| Số | VT | Cầu thủ               | Ngày sinh (tuổi)            | Trận | Bàn | Câu lạc bộ |
| -- | -- | --------------------- | --------------------------- | ---- | --- | ---------- |
| 1  | TM | Junior Guillaume      | 20 tháng 1, 1991 (16 tuổi)  |      |     | FHF        |
| 2  | HV | Mechack Jerome        | 21 tháng 4, 1990 (16 tuổi)  |      |     | FHF        |
| 3  | HV | Shrioc Baptiste       | 3 tháng 10, 1990 (16 tuổi)  |      |     | FHF        |
| 4  | HV | Peterson Desriviere   | 19 tháng 10, 1990 (16 tuổi) |      |     | FHF        |
| 5  | HV | Pierre Elusma         | 3 tháng 5, 1990 (16 tuổi)   |      |     | FHF        |
| 6  | TV | Widner Saint-Cyr      | 18 tháng 11, 1990 (16 tuổi) |      |     | FHF        |
| 7  | TV | Ricky Merisier        | 2 tháng 8, 1990 (16 tuổi)   |      |     | FHF        |
| 8  | TV | Bitielo Jacques       | 28 tháng 12, 1990 (16 tuổi) |      |     | FHF        |
| 9  | TĐ | Ulterguens St. Victor | 6 tháng 6, 1991 (15 tuổi)   |      |     | FHF        |
| 10 | TĐ | Wiselet Saint Louis   | 10 tháng 9, 1992 (14 tuổi)  |      |     | FHF        |
| 11 | TV | Normil Valdo          | 19 tháng 12, 1990 (16 tuổi) |      |     | FHF        |
| 12 | TV | Samuel Alcine         | 20 tháng 5, 1990 (16 tuổi)  |      |     | FHF        |
| 13 | TĐ | Fabien Vorbe          | 4 tháng 1, 1990 (17 tuổi)   |      |     | FHF        |
| 14 | TV | Joseph Peterson       | 24 tháng 4, 1990 (16 tuổi)  |      |     | FHF        |
| 15 | TV | Herold Charles        | 23 tháng 7, 1990 (16 tuổi)  |      |     | FHF        |
| 16 | HV | John Romulus          | 26 tháng 9, 1990 (16 tuổi)  |      |     | FHF        |
| 17 | TV | Guemsly Joseph        | 3 tháng 1, 1990 (17 tuổi)   |      |     | FHF        |
| 20 | TM | Shelson Dorleans      | 15 tháng 10, 1990 (16 tuổi) |      |     | FHF        |

### Honduras
Huấn luyện viên: Miguel Escalante

| Số | VT | Cầu thủ                  | Ngày sinh (tuổi)           | Trận | Bàn | Câu lạc bộ         |
| -- | -- | ------------------------ | -------------------------- | ---- | --- | ------------------ |
| 3  | HV | Angel Castro             | 8 tháng 9, 1990 (16 tuổi)  |      |     | Olimpia            |
| 4  | HV | Fredy Escobar            | 18 tháng 4, 1990 (16 tuổi) |      |     | Platense           |
| 5  | HV | José Fonseca             | 27 tháng 5, 1990 (16 tuổi) |      |     | Olimpia            |
| 6  | HV | Kevin Castro             | 22 tháng 8, 1990 (16 tuổi) |      |     | Olimpia            |
| 7  | TĐ | Alexander Rivera         | 28 tháng 6, 1990 (16 tuổi) |      |     | Liberty University |
| 8  | TV | Orlin Peralta            | 12 tháng 2, 1990 (17 tuổi) |      |     | Vida               |
| 9  | TĐ | Fredy Sosa               | 30 tháng 1, 1990 (17 tuổi) |      |     | Olimpia            |
| 10 | TĐ | Christian Samir Martínez | 8 tháng 9, 1990 (16 tuổi)  |      |     | Victoria           |
| 11 | TĐ | Roger Rojas              | 9 tháng 6, 1990 (16 tuổi)  |      |     | Olimpia            |
| 13 | HV | Oscar Urbina             | 13 tháng 8, 1990 (16 tuổi) |      |     | Promesas           |
| 14 | TV | Erick Zepeda             | 20 tháng 6, 1990 (16 tuổi) |      |     | Marathón           |
| 15 | TV | Ronald Martínez          | 26 tháng 7, 1990 (16 tuổi) |      |     | Motagua            |
| 16 | HV | Johnny Leverón           | 7 tháng 2, 1990 (17 tuổi)  |      |     | Promesas           |
| 17 | TV | Luis Garrido             | 5 tháng 11, 1990 (16 tuổi) |      |     | Juticalpa          |
| 19 | TV | Carlos Castellanos       | 9 tháng 1, 1990 (17 tuổi)  |      |     | Marathón           |
| 20 | TV | Alfredo Mejía            | 3 tháng 4, 1990 (17 tuổi)  |      |     | Real España        |
| 21 | TĐ | Carlos Cruz              | 2 tháng 11, 1990 (16 tuổi) |      |     | Motagua            |
| 22 | TM | Oscar López              | 7 tháng 3, 1990 (17 tuổi)  |      |     | No club            |
| 24 | TV | Julio Ocampo             | 12 tháng 2, 1990 (17 tuổi) |      |     | Victoria           |
| 25 | TM | Marlon Licona            | 9 tháng 2, 1991 (16 tuổi)  |      |     | Motagua            |

### México
Huấn luyện viên: Jesús Ramírez

| Số | VT | Cầu thủ          | Ngày sinh (tuổi)           | Trận | Bàn | Câu lạc bộ    |
| -- | -- | ---------------- | -------------------------- | ---- | --- | ------------- |
| 1  | TM | Alfredo Saldivar | 9 tháng 2, 1990 (17 tuổi)  |      |     | Universidad   |
| 2  | HV | Christian Pérez  | 27 tháng 3, 1990 (17 tuổi) |      |     | Guadalajara   |
| 3  | TĐ | Kristian Alvarez | 20 tháng 4, 1992 (14 tuổi) |      |     | Guadalajara   |
| 4  | HV | Daniel Cervantes | 28 tháng 6, 1990 (16 tuổi) |      |     | Necaxa        |
| 5  | HV | Carlos Gutiérrez | 3 tháng 2, 1990 (17 tuổi)  |      |     | Atlas         |
| 6  | TV | José Aceves      | 8 tháng 1, 1991 (16 tuổi)  |      |     | Guadalajara   |
| 7  | TV | Andrés Rodríguez | 23 tháng 3, 1990 (17 tuổi) |      |     | América       |
| 8  | TV | Alberto Soto     | 18 tháng 1, 1990 (17 tuổi) |      |     | Santos Laguna |
| 9  | TĐ | Raúl Nava        | 17 tháng 9, 1990 (16 tuổi) |      |     | Toluca        |
| 10 | TĐ | Ulises Dávila    | 13 tháng 4, 1991 (15 tuổi) |      |     | Guadalajara   |
| 11 | TĐ | Jesús Cuevas     | 26 tháng 6, 1990 (16 tuổi) |      |     | Morelia       |
| 12 | TM | Hugo González    | 1 tháng 8, 1990 (16 tuổi)  |      |     | América       |
| 13 | TĐ | Christian Morán  | 4 tháng 7, 1990 (16 tuổi)  |      |     | Guadalajara   |
| 14 | HV | Heriberto Olvera | 13 tháng 5, 1990 (16 tuổi) |      |     | Pachuca       |
| 15 | TĐ | Francisco Farias | 14 tháng 8, 1990 (16 tuổi) |      |     | Morelia       |
| 16 | TĐ | José Verduzco    | 17 tháng 1, 1990 (17 tuổi) |      |     | Guadalajara   |
| 17 | TĐ | Isaác Brizuela   | 28 tháng 8, 1990 (16 tuổi) |      |     | Toluca        |
| 18 | TĐ | Edgar Pacheco    | 22 tháng 1, 1990 (17 tuổi) |      |     | Atlas         |
| 19 | TĐ | César Moreno     | 4 tháng 2, 1990 (17 tuổi)  |      |     | Guadalajara   |
| 20 | TĐ | Ervín Trejo      | 3 tháng 6, 1990 (16 tuổi)  |      |     | Toluca        |

## Bảng B

### Canada
Huấn luyện viên: Stephen Hart

| Số | VT | Cầu thủ                     | Ngày sinh (tuổi)            | Trận | Bàn | Câu lạc bộ           |
| -- | -- | --------------------------- | --------------------------- | ---- | --- | -------------------- |
| 1  | TM | Adam Street                 | 7 tháng 7, 1991 (15 tuổi)   |      |     | West Ham United      |
| 2  | HV | Greg Smith                  | 7 tháng 3, 1990 (17 tuổi)   |      |     | Canada NTC           |
| 3  | HV | Daniel Tannous              | 13 tháng 4, 1990 (16 tuổi)  |      |     | Ontario NTC          |
| 4  | HV | Olivier Lacoste-Lebuis      | 28 tháng 8, 1990 (16 tuổi)  |      |     | Strasbourg           |
| 5  | HV | Adam Straith                | 11 tháng 9, 1990 (16 tuổi)  |      |     | Vancouver Whitecaps  |
| 6  | TV | Philippe Davies             | 12 tháng 12, 1990 (16 tuổi) |      |     | Quebec NTC           |
| 7  | TV | Marcus Johnstone            | 27 tháng 3, 1990 (17 tuổi)  |      |     | Alberta NTC          |
| 8  | TV | Devin Gunenc                | 11 tháng 2, 1990 (17 tuổi)  |      |     | British Columbia NTC |
| 9  | TĐ | Jarek Whiteman              | 28 tháng 6, 1990 (16 tuổi)  |      |     | Ontario NTC          |
| 10 | TĐ | Randy Edwini-Bonsu          | 20 tháng 4, 1990 (16 tuổi)  |      |     | Metz                 |
| 11 | TV | Kyle Porter                 | 19 tháng 1, 1990 (17 tuổi)  |      |     | Ontario NTC          |
| 12 | TV | Alex Semenets               | 10 tháng 3, 1990 (17 tuổi)  |      |     | Ontario NTC          |
| 13 | TV | William Hyde                | 25 tháng 10, 1990 (16 tuổi) |      |     | Ontario NTC          |
| 14 | TV | Mohamed Sylla               | 14 tháng 4, 1990 (16 tuổi)  |      |     | Quebec NTC           |
| 15 | TĐ | Gagan Dosanjh               | 1 tháng 11, 1990 (16 tuổi)  |      |     | None                 |
| 16 | TV | Colin Parenteau-Michon      | 15 tháng 7, 1990 (16 tuổi)  |      |     | Quebec NTC           |
| 17 | TV | Cedric Carrie               | 16 tháng 8, 1990 (16 tuổi)  |      |     | Quebec NTC           |
| 18 | HV | Drew Beckie                 | 30 tháng 9, 1990 (16 tuổi)  |      |     | Real Colorado        |
| 20 | TM | Julien Latendresse-Levesque | 27 tháng 2, 1991 (16 tuổi)  |      |     | Quebec NTC           |
| 21 | HV | Erick Leal                  | 23 tháng 8, 1990 (16 tuổi)  |      |     | Ontario NTC          |

### Costa Rica
Huấn luyện viên: Manuel Ubeña

| Số | VT | Cầu thủ           | Ngày sinh (tuổi)            | Trận | Bàn | Câu lạc bộ  |
| -- | -- | ----------------- | --------------------------- | ---- | --- | ----------- |
| 1  | TM | Leonel Moreira    | 2 tháng 4, 1990 (17 tuổi)   |      |     | Herediano   |
| 2  | HV | Seemore Johnson   | 29 tháng 10, 1991 (15 tuổi) |      |     | Alajuelense |
| 3  | HV | Roy Smith         | 19 tháng 4, 1990 (16 tuổi)  |      |     | Brujas      |
| 4  | HV | Jordan Smith      | 23 tháng 4, 1991 (15 tuổi)  |      |     | Saprissa    |
| 5  | TV | Esteban Luna      | 5 tháng 1, 1990 (17 tuổi)   |      |     | Saprissa    |
| 6  | TV | Miguel Brenes     | 31 tháng 5, 1990 (16 tuổi)  |      |     | Alajuelense |
| 7  | TV | Diego Brenes      | 24 tháng 8, 1990 (16 tuổi)  |      |     | Alajuelense |
| 8  | TV | David Guzmán      | 18 tháng 2, 1990 (17 tuổi)  |      |     | Saprissa    |
| 9  | TĐ | Marco Ureña       | 5 tháng 3, 1990 (17 tuổi)   |      |     | Alajuelense |
| 10 | TĐ | Jorge Castro      | 11 tháng 9, 1990 (16 tuổi)  |      |     | Saprissa    |
| 11 | TV | Jessy Peralta     | 22 tháng 7, 1990 (16 tuổi)  |      |     | Saprissa    |
| 12 | TV | Bruno Castro      | 6 tháng 8, 1990 (16 tuổi)   |      |     | Herediano   |
| 13 | HV | Erick Rojas       | 3 tháng 2, 1990 (17 tuổi)   |      |     | Alajuelense |
| 14 | TV | Bryan Oviedo      | 18 tháng 2, 1990 (17 tuổi)  |      |     | Saprissa    |
| 15 | HV | Rodrigo Herra     | 20 tháng 10, 1990 (16 tuổi) |      |     | Saprissa    |
| 16 | TĐ | Julio Ibarra      | 6 tháng 1, 1990 (17 tuổi)   |      |     | Alajuelense |
| 17 | TĐ | Josué Martínez    | 25 tháng 3, 1990 (17 tuổi)  |      |     | Saprissa    |
| 18 | TM | Guillermo Camacho | 25 tháng 4, 1990 (16 tuổi)  |      |     | San Carlos  |
| 19 | TV | Daniel Varela     | 30 tháng 4, 1990 (16 tuổi)  |      |     | Alfaro Ruiz |
| 23 | TM | Stanley Jiménez   | 13 tháng 2, 1990 (17 tuổi)  |      |     | San Ramón   |

### Jamaica
Huấn luyện viên: David Hunt

| Số | VT | Cầu thủ            | Ngày sinh (tuổi)            | Trận | Bàn | Câu lạc bộ        |
| -- | -- | ------------------ | --------------------------- | ---- | --- | ----------------- |
| 1  | TM | Oneil Wilson       | 8 tháng 2, 1990 (17 tuổi)   |      |     | Calabar HS        |
| 3  | HV | Peter Kafach       | 11 tháng 5, 1991 (15 tuổi)  |      |     | No club           |
| 4  | TV | Christopher Banner | 3 tháng 3, 1990 (17 tuổi)   |      |     | Denbigh HS        |
| 5  | TV | Andre Steele       | 21 tháng 3, 1990 (17 tuổi)  |      |     | Bridgeport HS     |
| 7  | TV | Akeem Brown        | 31 tháng 8, 1990 (16 tuổi)  |      |     | Wolmers Boys      |
| 8  | HV | Kenniel Hyde       | 14 tháng 2, 1990 (17 tuổi)  |      |     | Calabar HS        |
| 9  | TV | Marvin Boothe      | 17 tháng 1, 1990 (17 tuổi)  |      |     | Glenmur HS        |
| 10 | TĐ | McKauly Tulloch    | 28 tháng 2, 1991 (16 tuổi)  |      |     | Kingston College  |
| 11 | TĐ | Dever Orgill       | 8 tháng 3, 1990 (17 tuổi)   |      |     | Titchfield HS     |
| 12 | HV | Adrian Christian   | 30 tháng 7, 1990 (16 tuổi)  |      |     | No club           |
| 13 | TM | Andre Blake        | 21 tháng 11, 1990 (16 tuổi) |      |     | Clarendon College |
| 14 | TĐ | Shavar Brown       | 12 tháng 2, 1990 (17 tuổi)  |      |     | Ocho Rico HS      |
| 15 | TV | Noel Mais          | 30 tháng 9, 1990 (16 tuổi)  |      |     | Kingston College  |
| 16 | TV | John Ross-Doyley   | 3 tháng 1, 1990 (17 tuổi)   |      |     | Glenmur HS        |
| 17 | HV | Jermaine Jarret    | 17 tháng 5, 1990 (16 tuổi)  |      |     | Hutchkiss College |
| 18 | HV | Damaine Thompson   | 18 tháng 2, 1990 (17 tuổi)  |      |     | Rusea's HS        |
| 19 | TV | Kabari Palmer      | 1 tháng 6, 1990 (16 tuổi)   |      |     | Calabar HS        |
| 20 | HV | Shamari Brown      | 16 tháng 6, 1990 (16 tuổi)  |      |     | Ascott HS         |
| 22 | TV | Christopher Waugh  | 28 tháng 11, 1990 (16 tuổi) |      |     | Wolmers Boys      |
| 23 | TV | Yannick Salmon     | 7 tháng 4, 1990 (16 tuổi)   |      |     | No club           |

### Trinidad và Tobago
Huấn luyện viên: Anton Corneal

| Số | VT | Cầu thủ           | Ngày sinh (tuổi)            | Trận | Bàn | Câu lạc bộ        |
| -- | -- | ----------------- | --------------------------- | ---- | --- | ----------------- |
| 1  | TM | Jesse Fullerton   | 20 tháng 10, 1990 (16 tuổi) |      |     | Westin            |
| 2  | HV | Aubrey David      | 11 tháng 10, 1990 (16 tuổi) |      |     | No club           |
| 3  | HV | Ryan O'Neil       | 11 tháng 3, 1990 (17 tuổi)  |      |     | Defence Force     |
| 4  | HV | Sheldon Bateau    | 20 tháng 1, 1991 (16 tuổi)  |      |     | San Juan Jabloteh |
| 5  | HV | Akeem Adams       | 13 tháng 4, 1991 (15 tuổi)  |      |     | W Connection      |
| 6  | TV | Leston Paul       | 11 tháng 3, 1990 (17 tuổi)  |      |     | Vessigny HS       |
| 7  | HV | Brenton Balboa    | 9 tháng 5, 1990 (16 tuổi)   |      |     | Defence Force     |
| 8  | TV | Sean de Silva     | 17 tháng 1, 1990 (17 tuổi)  |      |     | Superstar Rangers |
| 9  | TV | Tchad DeFreitas   | 31 tháng 1, 1990 (17 tuổi)  |      |     | Superstar Rangers |
| 10 | TĐ | Stephen Knox      | 3 tháng 9, 1990 (16 tuổi)   |      |     | San Juan Jabloteh |
| 11 | TĐ | Daneil Cyrus      | 15 tháng 12, 1990 (16 tuổi) |      |     | Stokelyvale       |
| 12 | HV | Robert Primus     | 10 tháng 11, 1990 (16 tuổi) |      |     | San Juan Jabloteh |
| 13 | HV | Stephan Chang     | 28 tháng 1, 1990 (17 tuổi)  |      |     | San Juan Jabloteh |
| 14 | HV | Jean Luc Rochford | 10 tháng 11, 1990 (16 tuổi) |      |     | Joe Public        |
| 15 | TV | Chike Sullivan    | 16 tháng 10, 1991 (15 tuổi) |      |     | San Juan Jabloteh |
| 16 | TĐ | Marcus Joseph     | 29 tháng 4, 1991 (15 tuổi)  |      |     | San Juan Jabloteh |
| 18 | TV | Micah Lewis       | 20 tháng 3, 1990 (17 tuổi)  |      |     | San Juan Jabloteh |
| 19 | TV | Kevin Molino      | 17 tháng 6, 1990 (16 tuổi)  |      |     | San Juan Jabloteh |
| 20 | TĐ | Isaiah Fergusson  | 19 tháng 2, 1991 (16 tuổi)  |      |     | Red Bulls         |
| 21 | TM | Glenroy Samuel    | 5 tháng 4, 1990 (16 tuổi)   |      |     | San Juan Jabloteh |

### Hoa Kỳ
Huấn luyện viên: William Fulk

| Số | VT | Cầu thủ           | Ngày sinh (tuổi)            | Trận | Bàn | Câu lạc bộ              |
| -- | -- | ----------------- | --------------------------- | ---- | --- | ----------------------- |
| 1  | TM | Josh Lambo        | 19 tháng 11, 1990 (16 tuổi) |      |     | Chicago Magic           |
| 2  | HV | Sheanon Williams  | 17 tháng 3, 1990 (17 tuổi)  |      |     | FC Greater Boston Bolts |
| 3  | HV | Mykell Bates      | 15 tháng 4, 1990 (16 tuổi)  |      |     | River City Clash        |
| 4  | HV | Howard Rivers     | 1 tháng 7, 1990 (16 tuổi)   |      |     | SYA Force               |
| 5  | HV | Tommy Meyer       | 20 tháng 3, 1990 (17 tuổi)  |      |     | Scott Gallagher         |
| 6  | HV | Daniel Wenzel     | 13 tháng 4, 1990 (16 tuổi)  |      |     | FC United               |
| 7  | TV | Nick Millington   | 9 tháng 8, 1991 (15 tuổi)   |      |     | CASL                    |
| 8  | TV | Jared Jeffrey     | 14 tháng 6, 1990 (16 tuổi)  |      |     | Dallas Texans           |
| 9  | TĐ | Ellis McLoughlin  | 8 tháng 7, 1990 (16 tuổi)   |      |     | Cross Premier           |
| 10 | TV | Bryan Dominguez   | 7 tháng 3, 1991 (16 tuổi)   |      |     | Concorde Fire           |
| 11 | TĐ | Fuad Ibrahim      | 15 tháng 8, 1991 (15 tuổi)  |      |     | FC Dallas               |
| 12 | TV | Brendan King      | 25 tháng 2, 1990 (17 tuổi)  |      |     | Chicago Magic           |
| 13 | TĐ | Billy Schuler     | 27 tháng 4, 1990 (16 tuổi)  |      |     | Matchfit Academy        |
| 14 | TV | Jesse Paredes     | 1 tháng 4, 1990 (17 tuổi)   |      |     | ISC Tiền đạo            |
| 15 | TV | Brek Shea         | 28 tháng 2, 1990 (17 tuổi)  |      |     | Texans                  |
| 16 | HV | Brandon Zimmerman | 6 tháng 10, 1990 (16 tuổi)  |      |     | Crossfire Premier       |
| 17 | TV | Greg Garza        | 16 tháng 8, 1991 (15 tuổi)  |      |     | Dallas Texans           |
| 18 | TM | Zac MacMath       | 7 tháng 8, 1991 (15 tuổi)   |      |     | Clearwater Chargers     |
| 19 | TĐ | Alex Nimo         | 21 tháng 3, 1990 (17 tuổi)  |      |     | Portland Academy        |
| 20 | TĐ | Alex Dixon        | 7 tháng 2, 1990 (17 tuổi)   |      |     | Texans                  |